# Suchożebry (gmina)
Pour les articles homonymes, voir Suchożebry.
Suchożebry est une gmina rurale (gmina wiejska) de la powiat de Siedlce, dans la Voïvodie de Mazovie, dans le centre-est de la Pologne.
Son siège administratif (chef-lieu) est le village de Suchożebry, qui se trouve à 12 kilomètres au nord de Siedlce (siège de la powiat) et à 86 kilomètres à l'est de Varsovie (Capitale de la Pologne).
La gmina couvre une superficie de 100,71 km2 pour une population de 4 598 habitants en 2006.

## Géographie
La gmina inclut les villages et localités de :

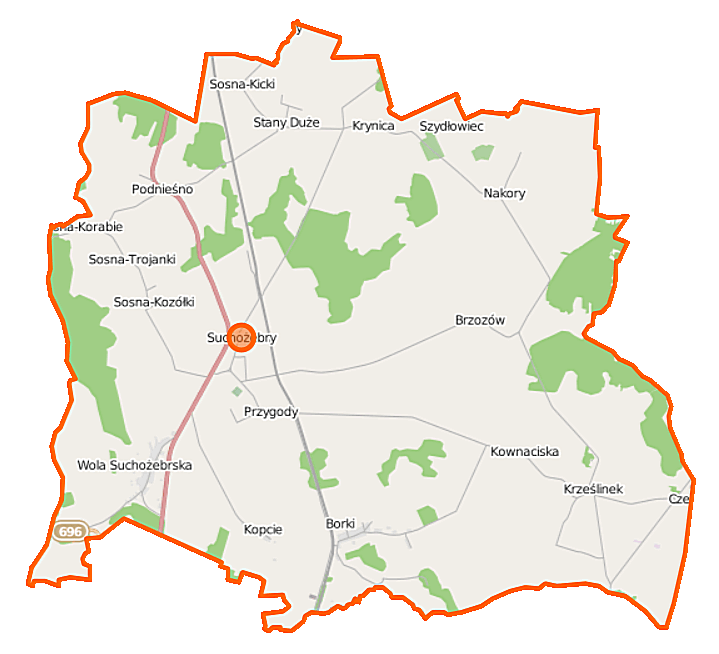
Plan de la gmina

- Borki Siedleckie
- Brzozów
- Kopcie
- Kownaciska
- Krynica
- Krześlin
- Krześlinek
- Nakory
- Podnieśno
- Przygody
- Sosna-Kicki
- Sosna-Korabie
- Sosna-Kozółki
- Sosna-Trojanki
- Stany Duże
- Stany Małe
- Suchożebry
- Wola Suchożebrska

### Gminy voisines
La gmina de Suchożebry est voisine des gminy suivantes :
- Bielany
- Mokobody
- Mordy
- Paprotnia
- Siedlce

## Structure du terrain
D'après les données de 2002, la superficie de la commune de Suchożebry est de 100,71 km2, répartis comme telle :
- terres agricoles : 80%
- forêts : 13%

La commune représente 6,28% de la superficie du powiat.

## Démographie
Données du 30 juin 2004 :
| Description        | Total  | Total | Femmes | Femmes | Hommes | Hommes |
| ------------------ | ------ | ----- | ------ | ------ | ------ | ------ |
| Unité              | Nombre | %     | Nombre | %      | Nombre | %      |
| Population         | 4 620  | 100   | 2 264  | 49     | 2 356  | 51     |
| Densité (hab./km²) | 45,9   | 45,9  | 22,5   | 22,5   | 23,4   | 23,4   |